# 孙献忠 (1968年)
孙献忠（1968年9月—），男性，汉族，中共党员，中华人民共和国政治人物、水利工程师。

## 生平
孙献忠早年在湖北武汉水利电力学院水利水电工程施工专业学习，毕业后获分配在中华人民共和国电力工业部、水利部北京勘测设计研究院任职，并先后得到助理工程师、工程师职称。曾任水利部建设与管理司副司长、国家防汛抗旱督察专员等职务。
2016年9月28日，孙献忠通过中央—地方交流机制由水利部空降至西藏自治区，出任该区水利厅厅长。2023年1月，孙献忠当选为西藏自治区第十二届人大常委会副主任；同年8月，接替到龄退休的尼玛次仁兼任中共西藏大学党委书记。